# Улица Губкина (Москва)
У́лица Гу́бкина (до 30 июля 1963 года — 2-й Академи́ческий прое́зд, до 15 июля 1952 года — проекти́руемый прое́зд № 274) — улица в Юго-Западном административном округе города Москвы на территории Гагаринского и Академического районов.

## История
Улица получила современное название в память о геологе-нефтянике И. М. Губкине (1871—1939), руководившем созданием академического Московского института нефтехимической и газовой промышленности, названного его именем. До 30 июля 1963 года называлась Второ́й Академи́ческий прое́зд по расположенным здесь институтам Академии наук СССР, до 15 июля 1952 года — проекти́руемый прое́зд № 274. До 28 февраля 1966 года такое же название (улица Губкина) носила 2-я Никопольская улица в посёлке Красный Строитель, упразднённая 5 апреля 1985 года.

## Расположение

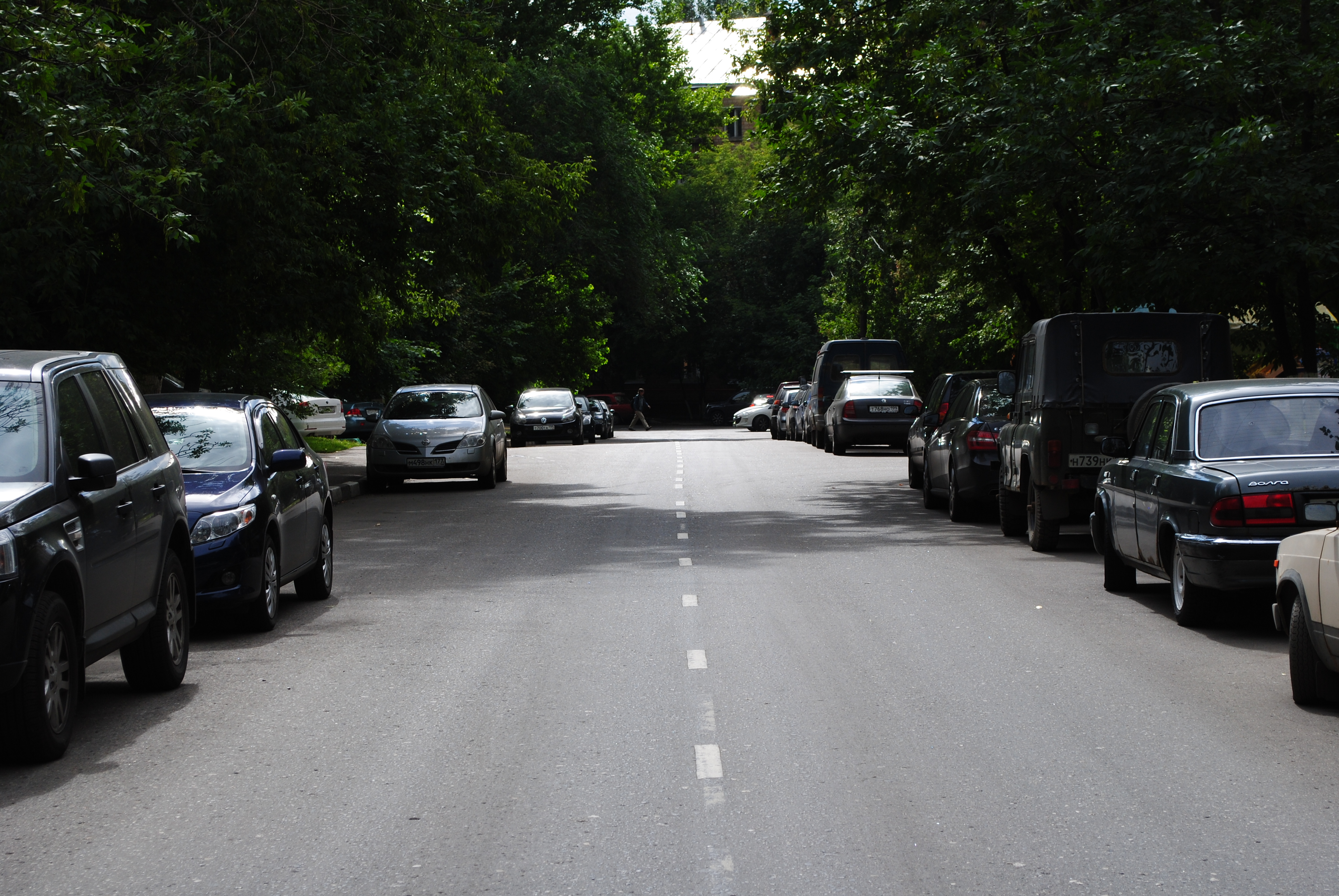
Улица Губкина (вид от улицы Вавилова в сторону улицы Ферсмана)

Улица Губкина проходит от Ленинского проспекта на юго-восток до улицы Ферсмана, пересекая улицу Вавилова. Нумерация домов начинается от Ленинского проспекта.

## Примечательные здания и сооружения
По нечётной стороне:
- № 3 — Головной проектный и научно-исследовательский институт РАН, Институт водных проблем РАН, Институт общей генетики имени Н. И. Вавилова РАН, Институт проблем лазерных и информационных технологий РАН, Институт проблем нефти и газа РАН. В здании расположен кабинет-музей Николая Вавилова[8].
- № 7 — жилой дом. В 1973—1981 годах в доме жил геофизик, начальник Гидрометслужбы СССР Е. К. Фёдоров[9]; в 1973—1993 годах — химик И. В. Тананаев[10]; в 1973—1998 — учёный в области аэродинамики и летательных аппаратов В. В. Струминский[11].
- № 9 — жилой дом. Здесь жил биохимик А. А. Баев[12].

По чётной стороне:
- № 4 — жилой дом. Здесь жили: в 1962—1990 годах — физик П. А. Черенков[13], в 1962—2009 — биолог Н. Г. Хрущов[14], в 1990-х—2012 годах — химик Ю. Д. Третьяков[15], правовед М. С. Строгович[16], математик А. А. Гончар[17], палеонтолог и писатель-фантаст И. А. Ефремов[18]; мемориальная доска в честь акад. А. И. Берга.
- № 8 — Институт вычислительной математики РАН, Математический институт имени В. А. Стеклова РАН.

## Транспорт

### Наземный транспорт
По улице Губкина не проходят маршруты наземного общественного транспорта. У начала улицы, на Ленинском проспекте, расположена остановка «Универмаг „Москва“» автобусов 111, 553, е10, е12, м1, м16, н11, на улице Вавилова, у пересечения с улицей Губкина, — остановка «Улица Губкина» трамваев 14, 39.

### Метро
- Станция метро «Академическая» Калужско-Рижской линии — юго-восточнее улицы, на пересечении улицы Дмитрия Ульянова с проспектом 60-летия Октября и Профсоюзной улицей.